# August Schleicher

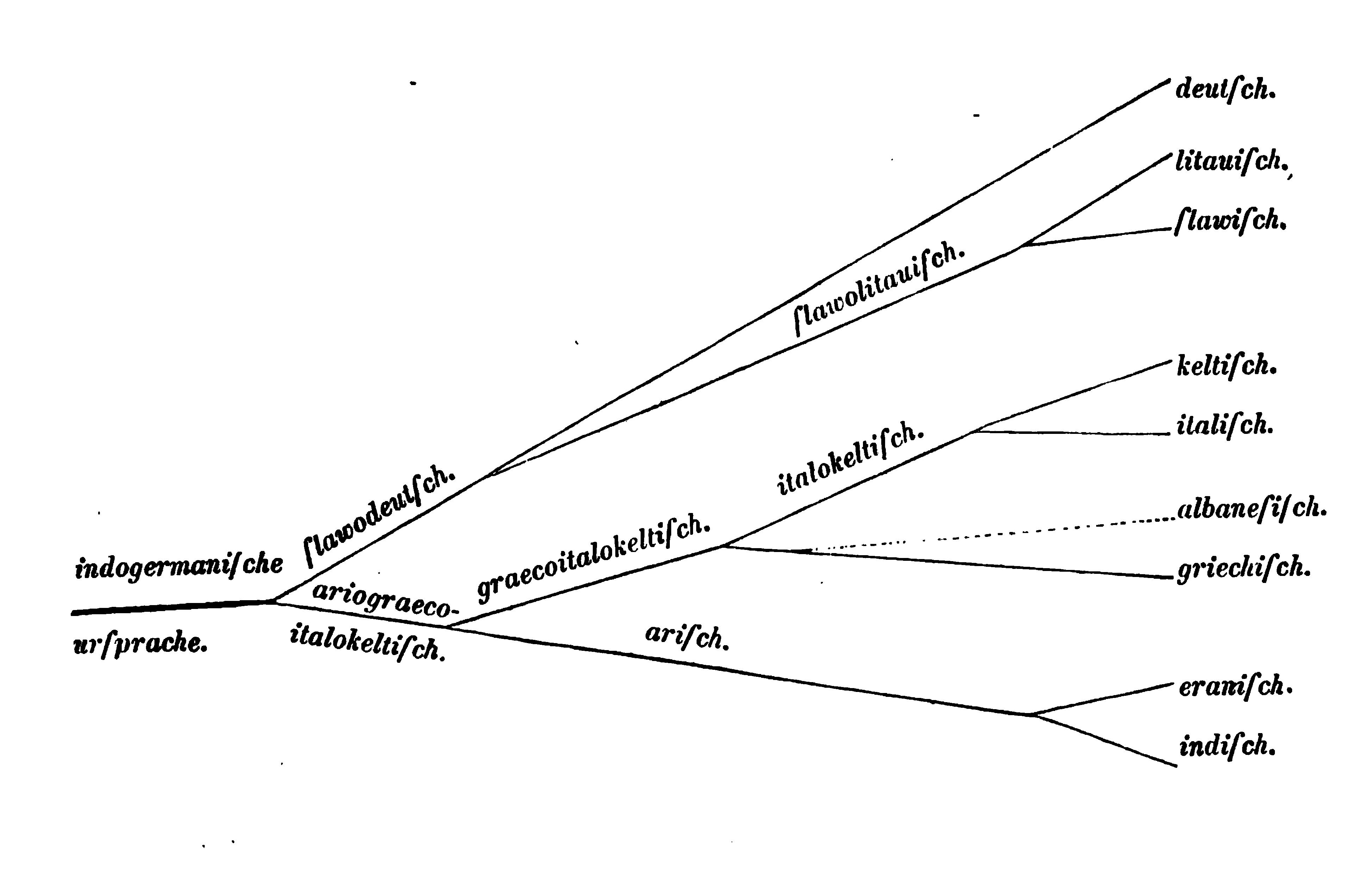
Schleicherovo dělení jazyků (In: Compendium der vergleichenden grammatik der indogermanischen sprachen)

August Schleicher (19. února 1821, Meiningen – 6. prosince 1868, Jena) byl německý jazykovědec, který je spolu s Franzem Boppem považován za průkopníka indoevropeistiky.

## Dílo
Zkoumal vztahy mezi indoevropskými jazykovými rodinami. Komparativní lingvistiku považoval za součást přírodních věd. Definoval jazyk jako přirozenou součást života, živý organismus, který má své vývojové fáze:
1. prehistorické období – jazyk se zdokonaluje, prochází stadiem izolačního typu (čínština), přes stadium aglutinačního typu (ugrofinské jazyky), až k nejdokonalejšímu, kdy se stává jazykem flektivním
2. historické období – jazyk je zakonzervován v písemné podobě, čímž se zastavuje jeho další přirozený vývoj a jazyk proto nezadržitelně začíná upadat

Zavedl do historicko-srovnávací lingvistiky metodu rekonstrukce a označení * pro rekonstruovaný tvar. Současně jako první lingvista začal ve srovnávací gramatice indoevropských jazyků používat jazykového materiálu jazyků slovanských a baltských, zejména litevšiny.
Za Schleicherovo hlavní dílo je považováno Compendium der vergleichenden Grammatik der indogermanischen Sprachen („Kompendium srovnávací gramatiky indoevropských jazyků“), v němž se pokusil zrekonstruovat indoevropský prajazyk a dokonce v něm sepsal bajku o ovci a koních. Indoevropský prajazyk se ve Schleicherově pojetí silně podobal sanskrtu, na rozdíl od pozdějších rekonstrukcí Schleicher ještě nepracoval s diftongy a labializovanými a palatalizovanými velárami. Neméně důležitou je Schleicherova rodokmenová teorie (Stammbaumtheorie) – rodokmen indoevropských jazyků, kde kořenem je indoevropský prajazyk a větvemi jsou indoevropské jazyky. Významná byla také Schleicherova studie Litauische Grammatik („Litevská gramatika“, Praha 1856), díky níž bývá Schleicher označován za zakladatele litevské srovnávací gramatiky.
V letech 1850–57 působil na pražské Karlo-Ferdinandově univerzitě, kde však nebyl spokojen a tak odešel na Jenskou univerzitu. Během svého sedmiletého pražského pobytu se naučil velmi dobře česky, a to na takové úrovni, že běžně česky komunikoval i publikoval a z jeho pera také pocházejí první české překlady ze sanskrtu.
Stýkal se s některými osobnostmi českého národního obrození, zvláště s Františkem Ladislavem Čelakovským. Domníval se, že spisovná čeština měla být kodifikována na základě východomoravských dialektů, které jsou z hlediska hláskového vývoje velmi archaické.